# Machaeridia conspersa
Machaeridia conspersa är en insektsart som beskrevs av Bolívar, I. 1889. Machaeridia conspersa ingår i släktet Machaeridia och familjen gräshoppor. Inga underarter finns listade i Catalogue of Life.